# 125-й гвардейский бомбардировочный авиационный полк
125-й гвардейский бомбардировочный авиационный Борисовский орденов Суворова и Кутузова полк имени М. Расковой (125-й гвардейский бап) — женский авиационный полк в составе Военно-Воздушных Сил СССР во время Великой Отечественной войны.

## История
Авиаполк стал одним из трёх женских авиационных полков в ВВС СССР, сформированных в начале Великой Отечественной войны по инициативе Героя Советского Союза майора Мариной Расковой. Подразделение было создано на основании приказа Народного комиссариата обороны СССР № 0099 от 8 октября 1941 года как 587-й бомбардировочный авиационный полк. Вошёл в состав 223-й бомбардировочной авиационной дивизии 2-го бомбардировочного авиационного корпуса 16-й воздушной армии.
Первоначально планировалось вооружить полк самолётами Су-2, но в результате он был вооружён Пе-2. 25 ноября 1942 года был подписан акт о готовности полка. 28 декабря 1942 года полк вошёл в состав 270-й бомбардировочной авиационной дивизии.
4 января 1943 года с аэродрома Лопатина вылетело последнее звено бомбардировщиков под управлением майора М. Расковой, лётчиц Г. Д. Ломановой и Л. М. Губиной. Попав в тяжёлые метеоусловия разбился самолёт командира полка Расковой, погибли также штурман полка капитан К. Хиль, стрелок, инженер 1-й эскадрильи инженер-капитан Круглов. Лётчики Ломанова и Губина сумели совершить вынужденную посадку. Временно в командование полком вступила командир эскадрильи старший лейтенант Е. Д. Тимофеева.
В течение января 1943 года экипажи полка на основании приказа командира 270-й бомбардировочной авиационной дивизии занимались высотными полётами с применением кислородного оборудования, радиолакации и изучением района боевых действий.
20 января 1943 года полк передислоцировался на аэродром Новогеогиевка.

## Участие полка вСталинградской битве
В период с 28 января по 2 февраля 1943 года полк в составе 270-й бомбардировочной авиационной дивизии 8-й воздушной армии Южного фронта участвовал на заключительной стадии Сталинградской битвы. За время военных действий экипажами выполнено около 50 боевых самолётовылетов.
28 января 1943 года два Пе-2 под управлением Е. Д. Тимофеевой и Н. Н. Федутенко в составе девятки бомбардировщиков на участке Донского фронта участвовали в нанесении бомбового удара по позициям противника. В тот же день звено под командованием Н. Н. Федутенко в составе девятки бомбардировщиков совершила второй вылет на бомбардировку позиций противника.
29 января 1943 года группа бомбардировщиков полка бомбовым ударом уничтожила оборонительные сооружения и огневые точки противника в районе посёлка СТЗ. С двух заходов создано 3 очага пожаров, уничтожены 5 пулемётных точек.
30 января 1943 года группа бомбардировщиков полка бомбовым ударом уничтожила оборонительные сооружения и огневые точки противника в районе посёлка СТЗ. С трёх заходов уничтожены 2 ДЗОТа и 5 пулемётных точек.
31 января 1943 года группа бомбардировщиков полка с двух заходов бомбовым ударом уничтожила оборонительные сооружения и огневые точки противника в районе посёлка СТЗ.
1 февраля 1943 года шестёрка бомбардировщиков под командованием заместителя командира эскадрильи лейтенанта К. Я. Фомичёвой нанесла бомбовый удар по живой силе, огневым точкам и механизированным войскам противника в районе посёлка СТЗ. В результате бомбового удара создано 4 очага пожаров.

## Участие полка вбитве за Кавказ
Весной — летом 1943 года полк в составе 223-й бомбардировочной авиационной дивизии 4-й воздушной армии Северо-Кавказского фронта участвовал во втором этапе битвы за Кавказ. Полк уничтожал оборонительные сооружения, живую силу и технику противника, содействовал наземным войскам по прорыву обороны врага на Северном Кавказе.
27 апреля 1943 года группа бомбардировщиков полка нанесла бомбовый удар по артиллерийским и миномётным позициям противника в районе хутора Верхнеадагум.
29 апреля 1943 года девятка бомбардировщиков полка (ведущий ст. лейтенант Е. Д. Тимофеева) дважды вылетала на бомбардировку артиллерийских и миномётных позиций противника.
3 мая 1943 года шестёрка бомбардировщиков ведомая ст. лейтенантом Е. Д. Тимофеевой нанесла бомбовый удар по артиллерийским противника в районе станции Крымская, тем самым оказав содействие успешному продвижению танковых и пехотных частей Красной армии. При отходе от цели группа была атакована истребителями противника, но благодаря умелому маневрированию и точной стрельбе воздушных стрелков атака была отбита без потерь. За успешную бомбардировку группа получила благодарность наземного командования и главнокомандующего ВВС маршала авиации А. А. Новикова. За образцовое выполнение заданий командования орденом Отечественной войны I степени награждена старший лейтенант Е. Д. Тимофеева, орденом Красной Звезды награждены: лейтенанты В. Ф. Кравченко и К. Я. Фомичёва, штурман старшина Г. П. Турабелидзе, начальник связи эскадрильи старшина Г. И. Гришко.
4-9 мая 1943 года группа бомбардировщиков полка неоднократно наносила бомбовый удар по артиллерийским и миномётным позициям противника в районе села Нижнебаканская и высоты 161,9. Уничтожены автотранспорт и огневые точки противника, а также эшелон.
25 мая 1943 года группа бомбардировщиков полка нанесла бомбовый удар по огневым точкам и скоплению живой силы в районе высоты 103,3 на южной окраине села Киевское. Огнём зенитной артиллерии повреждён бомбардировщик лейтенанта В. Матюхиной.
26 мая 1943 года группа бомбардировщиков полка ведомая майором В. В. Марковым нанесла бомбовый удар по артиллерийским и миномётным позициям противника в районе станции Киевской. При подлёте к цели огнём зенитной артиллерии противника была ранена осколком в голову командир эскадрильи ст. лейтенант Н. Н. Федутенко. Несмотря на ранение, лётчик с помощью штурмана Г. Ф. Ольховской сумела выполнить боевую задачу и уверенно посадила самолёт на свой аэродром. За совершенный подвиг ст. лейтенант Н. Н. Федутенко награждена орденом Отечественной войны I степени, штурман эскадрильи мл. лейтенант Г. Ф. Ольховская и начальник связи эскадрильи мл. лейтенант М. М. Левит награждены орденами Красной Звезды.
27 мая 1943 года девятка бомбардировщиков полка ведомая майором В. В. Марковым нанесла бомбовый удар по артиллерийским и миномётным позициям противника в районе высоты 103,3. Огнём зенитной артиллерии противника был повреждён бомбардировщик лётчика Г. Д. Ломановой, убит стрелок Н. М. Папуша. При отражении атаки истребителей стрелком сержантом А. Т. Хохловой сбит истребитель.
30 мая 1943 года девятка бомбардировщиков полка нанесла бомбовый удар по артиллерийским и миномётным позициям противника северо-западнее населённого пункта Русское. При возвращении с боевого задания стрелок А. П. Кудрявцев огнём люкового пулемёта расстрелял цистерну с горючим противника.
31 мая 1943 года при выполнении боевого задания зенитной артиллерией был повреждён бомбардировщик мл. лейтенанта А. С. Егоровой, был ранен в руку стрелок А. П. Кудрявцев. При отходе от цели бомбардировщик был атакован истребителями противника, но стрелок А. П. Кудрявцев сумел отразить атаку.
В мае 1943 года за успешные боевые действия на Донском и Северо-Кавказском фронтах полку присвоено собственное наименование «имени Героя Советского Союза Марины Расковой».
1 июня 1943 года группа бомбардировщиков полка нанесла бомбовый удар артиллерийские и миномётные позиции противника в районе села Киевское. Огнём зенитной артиллерии противника был повреждены бомбардировщики командира звена Л. М. Губиной и лётчика Г. Д. Ломановой. Лётчицы сумели посадить повреждённые самолёты на аэродроме в районе станции Абинская. Приказом командования корпуса мл. лейтенант Л. М. Губина была награждена орденом Отечественной войны II степени, мл. лейтенант Г. Д. Ломанова — медалью «За отвагу».
2 июня 1943 года группа бомбардировщиков полка нанесла бомбовый удар по позициям противника в районе села Киевское. В результате бомбардировки уничтожен склад боеприпасов. Огнём зенитной артиллерии противника были повреждены бомбардировщики командира звена О. М. Шолоховой, старшины Е. П. Федотовой, старшины А. М. Язовской. При отходе от цели повреждённые бомбардировщики подверглись атаке вражеских истребителей, сумевших повредить бомбардировщики мл. М. И. Долиной и Скобликовой. Огнём истребителей подбит левый мотор бомбардировщика командира звена, ранены лётчик О. М. Шолохова и штурман В. Г. Волкова. Воздушные стрелки и штурманы пулемётным огнём сумели отразить атаку и сбили 4 истребителя Ме-109. Несмотря на ранение, О. М. Шолохова сумела перетянуть через реку Кубань и посадить самолёт на небольшую поляну возле леса, а лётчики Е. П. Федотова и А. М. Язовская посадили повреждённые самолёты на свой аэродром.
23 июня 1943 года девятка бомбардировщиков полка нанесла бомбовый удар по позициям противника. При подлёте к цели огнём зенитной артиллерии противника был подбит правый мотор бомбардировщика командира звена М. И. Долиной. Умело маневрируя, лётчик дала возможность штурману Г. И. Джунковской поразить цель, в результате чего был уничтожен склад боеприпасов. При отходе от цели бомбардировщики звена И. И. Долиной были атакован истребителями противника. Огнём своих пулемётов штурман Г. И. Джунковская и стрелок старшина И. Г. Солёнов сумели повредить два истребителя противника, однако немецким истребителям удалось повредить оба мотора бомбардировщика М. И. Долиной и бомбардировщики мл. лейтенанта А. А. Скобликовой и старшины Е. П. Федотовой. Лётчику М. И. Долиной удалось посадить горящий самолёт на территории занятой советскими войсками. Будучи сам ранен, стрелок И. Г. Солёнов сумел вытащить лётчика и штурмана из горящего самолёта, прежде чем он взорвался. Лётчики А. А. Скобликова и Е. П. Федотова произвели вынужденную посадку на одном из прифронтовых аэродромов.

## Участие полка вСпас-Деменской операции
7 августа 1943 года дивизионная колонна из 48 бомбардировщиков под командованием подполковника В. В. Маркова нанесла бомбовый удар по позициям противника северо-западнее Спас-Деменска в районе Гнездилово.
8 августа 1943 года дивизионная колонна из 48 бомбардировщиков под командованием подполковника В. В. Маркова нанесла бомбовый удар по артиллерийским позициям противника в районе Гнездилово и Спас-Демьянск — Утриково. Огнём зенитной артиллерии противника были повреждены несколько самолётов.
9 августа 1943 года группа бомбардировщиков полка в составе дивизионной колонны из 48 бомбардировщиков под командованием подполковника В. В. Маркова нанесла бомбовый удар по скоплению живой силы и артиллерийским позициям противника в районе Харламово, Гнездилово, Жданово, станции Павлиново, а также отходящего противника к станциям Павлиново и Слепцы. Уничтожено до 10 автомашин противника, рассеяно и частично уничтожено до взвода пехоты.
12 августа 1943 года девятка бомбардировщиков полка нанесла бомбовый удар по живой силе и технике противника в районе Спас-Деменска. Вечером того же дня дивизионная колонна из 27 бомбардировщиков под командованием подполковника В. В. Маркова разрушила опорные пункты и уничтожила резервы противника в районе Тишково-Гора. В районе цели группа подверглась атаке 6 вражеских истребителей, но сумела отбить атаку, сбив один истребитель. Огнём зенитной артиллерии сбит один бомбардировщик.
28 августа 1943 года девятка бомбардировщиков полка под командованием капитана Н. Н. Федутенко вылетела на уничтожение живой силы и техники противника в районе Пирятено, Пильна, Уварова. При выполнении боевого задания огнём зенитной артиллерии был пробит воздушный радиатор мотора бомбардировщика под управлением заместителя командира эскадрильи старшего лейтенанта К. Я. Фомичёвой. Лётчик сумела дотянуть на повреждённом самолёте до линии фронта и совершить посадку на аэродроме истребительного прикрытия. При выполнении боевого задания в районе Спас-Деменска был сбит бомбардировщик командира звена Е. П. Тимофеевой. Погибли лейтенант Е. П. Тимофеева, лейтенант М. Ф. Вожакова, старший сержант Н. Д. Юкса.
Утром 31 августа 1943 года восьмёрка бомбардировщиков под командованием В. В. Маркова бомбардировала артиллерийские и миномётные позиции противника в районе деревни Балтутино.
3 сентября 1943 года 587-й бомбардировочный авиационный полк преобразован Приказом НКО СССР № 265 «О сформировании женских авиационных полков ВВС Красной Армии» и Директивой Генерального штаба № Орг/10/138919 от 04.09.43 в 125-й гвардейский бомбардировочный авиационный полк имени М. Расковой. Полк входил в состав 4-й гвардейской бомбардировочной авиационной дивизии, в которой принимал участие в боевых действиях до конца войны.

## Участие полка вКурской битве
Вместе с другими авиационными соединениями Западного фронта полк пикирующих бомбардировщиков обеспечивал движение танковых войск на Орловско-Курском направлении. Экипажи полка выполняли задачи по прорыву укреплённой оборонительной полосы на участке Богушевск — Орша.
2 сентября 1943 года девятка бомбардировщиков полка в составе дивизионной колонны из 36 бомбардировщиков вылетела на уничтожение живой силы и техники противника в районе Ельни. Над целью колонна была встречена плотным огнём зенитной артиллерии и атакована истребителями противника. Огнём зенитной артиллерии сбит самолёт ведущего колонны и колонну возглавила капитан Н. Н. Федутенко. Истребителями противника сбит бомбардировщик командира звена мл. лейтенанта А. С. Егоровой, экипажу удалось выпрыгнуть из горящей машины, но стрелок-бомбардир ст. сержант Н. Д. Карасёва и стрелок-радист мл. сержант А. П. Кудрявцев были ветром отнесены на территорию противника.
4 сентября 1943 года дивизионная колонна из 27 бомбардировщиков под командованием подполковника В. В. Маркова нанесла бомбовый удар по живой силе и технике противника северо-восточнее Плотки и западнее Новосёловки.
15 сентября 1943 года дивизионная колонна из 27 бомбардировщиков под командованием подполковника Маркова нанесла бомбовый удар по сильно укреплённому пункту Хотеево. В воздушном бою сбит истребитель противника.
14 октября 1943 года девятка бомбардировщиков полка под командованием гвардии капитана Н. Н. Федутенко под прикрытием шести истребителей нанесла бомбовый удар по живой силе и технике противника в районе Застенок-Кулаковщина. Огнём зенитной артиллерии был сильно повреждён бомбардировщик командира звена Л. Губиной. После отхода от цели, бомбардировщики звена Губиной остались без прикрытия и были атакованы немецкими истребителями. Немецким истребителям удалось сбить все 3 бомбардировщика. Погибли лётчики Любовь Губина и А. М. Язовская, штурман Елена Пономарёва, ранения получила лётчик Ирина Осадзе.
22 октября 1943 года из боевого вылета не вернулся бомбардировщик командира звена М. М. Лапуновой. Погибли гвардии лейтенант М. М. Лапунова, гвардии сержант К. Е. Крымский.
17 сентября 1943 года девятка бомбардировщиков нанесла бомбовый удар по живой силе и технике противника в районе деревни Сашино около Ельни. Огнём зенитной артиллерии повреждены бомбардировщики К. Фомичёвой и А. Кривоноговой, ранена в голову штурман Г. П. Турабелидзе. Гвардии капитан Фомичёва сумела посадить сильно повреждённый самолёт на аэродром истребительной авиации, при приземлении самолёт попал в воронку от взрыва и скапотировал, погиб стрелок гв. сержант Н. С. Крыса, двойной перелом левой руки получила штурман Г. П. Турабелидзе. Гвардии лейтенант Александра Кривоногова сумела посадил повреждённый самолёт на свой аэродром и была награждена орденом Отечественной войны I степени.
26 декабря 1943 года полк выведен в резерв Верховного главнокомандования.
В марте 1944 года полк получил пополнение, из 3-го запасного авиационного полка прибыло девять женских экипажей.

## Участие полка вБелорусской операции
В июне — июле 1944 года в составе 1-й воздушной армии 3-го Белорусского фронта полк принял участие в Белорусской операции. За время проведения операции, было выполнено 291 самолётовылет.
22 июня 1944 года девятка бомбардировщиков под командованием гвардии подполковника В. В. Маркова дважды вылетала на бомбардировку позиций противника в районе Ласырщики. За точный бомбовый удар группа получила благодарность от наземного командования.
23 июня 1944 года девятка бомбардировщиков полка в составе дивизионной колонны под командованием гв. генерал-майора Ф. П. Котляр дважды вылетала на бомбардировку миномётно-артиллерийских позиций противника в районе посёлков Центральный и Заволны. В ходе второго вылета прямым попаданием зенитного снаряда был пробит и подожжён левый мотор самолёта командира эскадрильи К. Я. Фомичёвой, убит стрелок начальник связи эскадрильи гвардии лейтенант Г. И. Гришко, сама Фомичёва ранена в ногу, но продолжала вести самолёт по прямой, ожидая того момента, когда штурман Г. И. Джунковская сбросит бомбы. Когда точный удар был нанесён, лётчик довела самолёт на советскую территорию и вместе с напарницей спрыгнули на парашюте. У Джунковской обгорело лицо, ожоги 2-й степени получила и сама Фомичёва. Гвардии капитан Клавдия Фомичёва и гвардии старший лейтенант Галина Джунковская награждены орденами Красного Знамени.
24 июля 1944 года девятка бомбардировщиков полка под командованием гвардии капитана Н. Н. Федутенко дважды вылетала на уничтожение техники и живой силы противника в районе деревни Жабыки. За точный бомбовый удар группа получила благодарность от наземного командования.
26 июня 1944 года полк выполнял задание по разрушению железнодорожного узла противника Орша, точным бомбовым ударом разрушены железнодорожные пути, взорван эшелон противника с боеприпасами, создано несколько очагов пожара. За образцовое выполнение задания группа, участвовавшая в налёте, получила благодарность Верховного Главнокомандующего.
28 июня 1944 года полк отлично выполнил задание по уничтожению живой силы и техники противника в районе Зембин, что северо-западнее города Борисов. За точный бомбовый удар и содействие наземным войскам при форсирование реки Березина и освобождении города Борисов приказом Верховного Главнокомандующего полку присвоено собственное наименование «Борисовский».

## Участие полка в освобождении Прибалтики
С 15 июля 1944 года 125-й гвардейский бомбардировочный авиационный Борисовский полк в составе 1-го Прибалтийского фронта принимал участие в Митавской, Рижской, Мемельской операциях и на Либавском направлении, уничтожая войска и технику противника в районах Рокишкис, Обеляй, Вегеряй, Граубас, Иецава, Вецмуйжа, Балдоне, Витоли, Мемель, Либава и др.
24 июля 1944 года полк в составе двух девяток (ведущий гв. подполковник В. В. Марков) в условиях плохой видимости нанёс бомбовый удар по живой силе и технике противника в районе населённого пункта Оболяй западнее города Двинск. Огнём зенитной артиллерии противника подбит бомбардировщик лётчика Е. М. Малютиной, а сама лётчик ранена осколком в живот. Теряя сознание от потери крови лётчик при помощи штурмана Е. В. Юшиной сумела посадить повреждённую машину. За совершённый подвиг гв. мл. лейтенант Е. М. Малютина и гв. мл. лейтенант Е. В. Юшина награждены орденами Красного Знамени.
В этом же бою был огнём зенитной артиллерии противника был повреждён левый двигатель бомбардировщика гвардии мл. лейтенанта Т. М. Масловой и осколками была ранена штурман Е. В. Азаркина. Лётчик, следуя указаниям теряющего сознание штурмана, сумела посадить повреждённый самолёт на ближайший аэродром. За совершённый подвиг гвардии мл. лейтенант Т. М. Маслова была награждена орденом Красной Звезды, а гвардии мл. лейтенант Е. В. Азаркина — орденом Славы III степени.
17 сентября 1944 года группа бомбардировщиков полка нанесла бомбовый удар по живой силе и технике противника в районе населённого пункта Иецава. Огнём зенитной артиллерии противника повреждён правый мотор бомбардировщика гвардии мл. лейтенанта М. К. Погореловой. Лётчику удалось посадить повреждённый самолёт на свой аэродром.
19 сентября 1944 года полк выполнял задание по уничтожению артминомётных позиций и живой силы противника в районе Вецмуйжа, 30 км северо-восточнее города Бауска.
22 сентября 1944 года группа бомбардировщиков полка нанесла бомбовый удар по миномётно-артиллерийским позициям противника в районе хутора Галднеки. За нанесение точного удара группа получила благодарность от командования наземных войск и командования 3-й воздушной армии.
10 октября 1944 года полк бомбардировал восточную часть города Мемель. Несмотря на сильный огонь зенитной и малокалиберной зенитной артиллерии противника (до 50—70 одновременных разрывов), в сложных метеоусловиях (десятибалльная облачность, дымка) отлично выполнил задание.
27 октября 1944 года группа бомбардировщиков полка нанесла бомбовый удар по миномётно-артиллерийским позициям противника в районе Вейнадзе. В результате огня зенитной артиллерии противника повреждён мотор бомбардировщика гвардии мл. лейтенанта Е. М. Малютиной, лётчик вынуждена совершить вынужденную посадку на аэродроме Шяуляй.
30 октября 1944 года группа бомбардировщиков полка нанесла бомбовый удар по миномётно-артиллерийским позициям противника в районе Вейнадзе.
За успешные боевые действия при освобождении столицы Латвии полк получил благодарность Верховного главнокомандующего.
15 декабря 1944 года полковая группа самолётов Пе-2 бомбардировала военный порт противника Либава, прикрытый большим количеством зенитной артиллерии (до 70 одновременных разрывов), бомбовым ударом в порту создано несколько очагов пожара и 2 взрыва.
22 декабря 1944 года девятка бомбардировщиков полка под прикрытием восьми истребителей Bell P-39 Airacobra выполняла боевой вылет по бомбардировке миномётно-артиллерийских позиций противника юго-западнее населённого пункта Салдус. При подходе к цели, огнём зенитной артиллерии был повреждён правый мотор бомбардировщика гв. ст. лейтенанта В. А. Матюхиной. При возвращении с боевого задания группа была атакована парой FW-190. В результате одной из атак одному из истребителей удалось зажечь правую плоскость бомбардировщика Пе-2. После пересечения линии фронта экипаж покинул самолёт, который взорвался в воздухе. 31 декабря 1944 года в полк из госпиталя вернулась стрелок-радист гв. старший сержант Е. Ф. Абсолямова. Погибли: гв. ст. лейтенант В. А. Матюхина и штурман гв. лейтенант А. И. Керзина.

## Участие полка вВосточно-Прусской операции
В январе — апреле 1945 года полк в составе 5-го гвардейского бомбардировочного авиационного корпуса 15-й воздушной армии 3-го Белорусского фронта участвовал в прорыве глубокоэшелонированной обороны фашистских войск в районе Инстбурга, а также уничтожали их опорные пункты в Пилькаллене, Гумбицине, Бракупене, обеспечивая продвижение наших войск на Кёнигсберг.
14 января 1945 года группа бомбардировщиков полка нанесла бомбовый удар по скоплению техники и живой силы противника в районе Норгау.
15 января 1945 года группа бомбардировщиков полка трижды вылетала на бомбардировку миномётно-артиллерийских позиций противника в районе Гросс-Глюменау, Норгау и Пилькален. Во время последнего вылета огнём зенитной артиллерии противника пробит бензобак и радиатор левого мотора бомбардировщика гвардии мл. лейтенанта Малютиной, лётчик вынуждена совершить вынужденную посадку на ближайший аэродром.
26 января 1945 года полк в сложных метеоусловиях отлично выполнил задание по уничтожению техники и живой силы противника в районе Приекуле.
21 февраля 1945 года группа бомбардировщиков полка нанесла бомбовый удар по миномётно-артиллерийским позиция противника в районе города Приекуле.
14 апреля 1945 года группа бомбардировщиков полка нанесла бомбовый удар по миномётно-артиллерийским позициям противника в районе Норгау.
15 апреля 1945 года группа бомбардировщиков ведомая гв. майором Е. Д. Тимофеевой трижды вылетала на бомбардировку противника в районе Гросс-Блюменау и Норгау.
16 апреля 1945 года девятка бомбардировщиков полка под командованием гвардии капитана О. М. Шолоховой вылетела на бомбардировку противника в районе Норгау, однако затем командованием было произведено перенацеливание и группа отбомбилась по войскам противника в районе Фишхайзен. Зенитной артиллерией был повреждён бомбардировщик гв. лейтенанта И. Осадзе и ранен в глаз стрелок гв. ст. сержант В. И. Тихий.
20 апреля 1945 года группа бомбардировщиков полка в условиях низкой облачности и противодействия зенитной артиллерии противника нанесла бомбовый удар по позициям противника в районе посёлка Тенкиттен. На обратном пути произошёл обрыв шатуна левого мотора бомбардировщика гвардии капитана О. М. Шолоховой. Лётчик сумела довести самолёт до своего аэродрома и совершить посадку.
24 апреля 1945 года группа бомбардировщиков полка нанесла бомбовый удар по крепости Пиллау. За образцовое выполнение задание группа получила благодарность Верховного главнокомандующего
За образцовое выполнение заданий командования и проявленные при этом доблесть и мужество при овладении городом Инстербургом и городом-крепостью Пиллау полк был награждён орденами Кутузова и Суворова 3-й степени.

## Участие полка в ликвидацииКурляндского котла
Авиационный полк закончил войну в составе Ленинградского фронта, блокируя Курляндскую группировку противника.
3 мая 1945 года группа бомбардировщиков полка нанесла бомбовый удар по порту Либава.
8 мая 1945 года группа бомбардировщиков полка нанесла бомбовый удар по скоплению кораблей в порту Либава. Огнём зенитной артиллерии противника повреждён бомбардировщик заместителя командира эскадрильи Марии Долиной. Гвардии капитан Долина совершила вынужденную посадку на аэродроме истребительной авиации.
За время войны полк выполнил 1134 боевых вылета и сбросил на войска Германии и её союзников более 980 тонн бомб. Сбито 5 истребителей противника. Потери полка составили: 15 самолётов Пе-2, 5 лётчиков, 5 штурманов, 5 стрелков-радистов и 6 человек технического состава.

## Послевоенная служба
В 1946 года был демобилизована значительная часть женского лётного состава. Полк переведён на четырёхэскадрильную организацию согласно штату 15/548. В течение года было проведено 4 полковых лётно-технических учения и лётным составом выполнено 3406 учебно-тренировочных полёта с налётом 1385 часов 25 минут.
В январе — марте 1947 года лётным составом полка произведено 598 полётов с налётом 335 часов 21 минут. В марте 1947 года полк был расформирован.

## Командиры
- майор М. М. Раскова (08.10.1942 — 04.01.1943);
- подполковник В. В. Марков (05.01.1943 — 14.04.1945);
- гв. майор С. М. Титенко (14.04 — 09.05.1945)[15]
- гв. майор Панов
- гв. подполковник С. Ф. Букин (до 1947 г.)

## Состав полка
Все военнослужащие полка отсортированы в списке по именам.
| Должность                                                           | Имя Фамилия |
| ------------------------------------------------------------------- | --- |
| Командир полка                                                      | - гвардии подполковник Валентин Марков - Марина Раскова - гвардии майор Семён Моисеевич Титенко |
| Комиссар, заместитель командира полка по политической части         | - гвардии майор Мария Борисовна Абрамова - гвардии майор Лина Яковлевна Елисеева |
| Заместитель командира полка                                         | - гвардии майор Евгения Дмитриевна Тимофеева |
| Начальник штаба полка                                               | - гвардии подполковник Семён Фёдорович Букин - гвардии капитан Милица Казаринова |
| Зам. начальника штаба                                               | - гвардии капитан Екатерина Александровна Мигунова |
| Пом. начальника штаба по спецсвязи                                  | - гвардии лейтенант Нина Семёновна Царькова |
| Пом. начальника штаба по разведке и аэрофотослужбе                  | - гвардии капитан Ксения Апполинарьевна Санчук |
| Начальник химической службы                                         | - гвардии старший лейтенант Ирина Александровна Извощикова |
| Пом. начальника штаба - начальник связи                             | - гвардии майор Марфа Пименовна Мериуц |
| Начальник связи эскадрильи                                          | - гвардии лейтенант Григорий Иванович Гришко (1913-1944) - гвардии лейтенант Михаил Михайлович Левит - гвардии старшина Вячеслав Петрович Степанов |
| Оперуполномоченная особого отдела контрразведки «СМЕРШ»             | - гвардии капитан Елена Андреевна Семёнова |
| Начальник воздушно-стрелковой службы                                | - гвардии майор Павел Алексеевич Загайный - гвардии капитан Виталий Фёдорович Светильников |
| Начальник строевого отделения                                       | - гвардии старший лейтенант Антонина Михайловна Березницкая |
| Парторг полка                                                       | - гвардии старший лейтенант Зинаида Николаевна Молокова - Мария Илларионовна Щегрова |
| Комсорг полка                                                       | - гвардии младший лейтенант Елена Ивановна Лукина |
| Старший писарь по учёту самолётов и моторов                         | - гвардии старший сержант Ольга Ивановна Воронцова, |
| Старший писарь                                                      | - гвардии старшина Татьяна Сергеевна Никифорова |
| Врач полка                                                          | - гвардии капитан медицинской службы Мария Ивановна Пономарёва |
| Командир эскадрильи                                                 | - Надежда Федутенко - Клавдия Фомичёва |
| Адъютант эскадрильи                                                 | - гвардии лейтенант Нина Васильевна Архарова - гвардии старший лейтенант Семён Ильич Горизонт |
| Заместитель командира эскадрильи                                    | - гвардии лейтенант Любовь Михайловна Губина - Мария Долина - гвардии лейтенант Мария Михайловна Лапунова - гвардии капитан Ольга Шолохова |
| Командир звена                                                      | - гвардии лейтенант Александра Степановна Егорова - Любовь Заботина - гвардии старший лейтенант Мария Андреевна Кириллова - гвардии старший лейтенант Александра Ивановна Кривоногова - гвардии старший лейтенант Галина Дмитриевна Ломанова - гвардии старший лейтенант Екатерина Петровна Федотова (Мусатова) - гвардии лейтенант Антонина Андриановна Скобликова - лейтенант Елена Павловна Тимофеева - младший лейтенант Зинаида Ивановна Третьякова (Терекова) |
| Лётчик                                                              | - гвардии младший лейтенант Нина Фёдоровна Малкова - гвардии лейтенант Елена Мироновна Малютина - гвардии младший лейтенант Тамара Николаевна Маслова - гвардии старший лейтенант Валентина Алексеевна Матюхина - гвардии младший лейтенант Тамара Давыдовна Мелашвили - гвардии лейтенант Ирина Сергеевна Осадзе - гвардии младший лейтенант Мария Константиновна Погорелова - гвардии лейтенант Тамара Ивановна Русакова - гвардии младший лейтенант Антонина Спицина - гвардии младший лейтенант Мария Терентьевна Тарасенко - Зинаида Ширяева - гвардии младший лейтенант Анна Александровна Шишкова - гвардии младший лейтенант Анна Максимовна Язовская |
| Лётчик управления связи                                             | - гвардии младший техник-лейтенант Галина Константиновна Никитина |
| Штурман полка                                                       | - Валентина Кравченко - гвардии капитан Николай Александрович Никитин - Кирилл Ильич Хиль |
| Штурман эскадрильи                                                  | - Галина Джунковская - Антонина Зубкова - гвардии старший лейтенант Галина Фёдоровна Ольховская |
| Штурман звена                                                       | - гвардии старший лейтенант Екатерина Яковлевна Батухтина - младший лейтенант Мария Федосеевна Вожакова - гвардии старший лейтенант Александра Семёновна Вотинцева - гвардии лейтенант Клара Фёдоровна Дубкова - гвардии лейтенант Прасковья Григорьевна Зуева - младший лейтенант Александра Давыдовна Ерёменко - гвардии старший лейтенант Зинаида Николаевна Степанова |
| Штурман                                                             | - гвардии младший лейтенант Елена Владимировна Азаркина - гвардии младший лейтенант Галина Брок - гвардии младший лейтенант Галина Сергеевна Васильева - младший лейтенант Надежда Григорьевна Васильева - гвардии младший лейтенант Валентина Волкова - гвардии младший лейтенант Евгения Васильевна Гурулева - гвардии лейтенант Анна Ивановна Кезина - гвардии младший лейтенант Валентина Ивановна Конкина - гвардии младший лейтенант Зинаида Дмитриевна Орлова - гвардии младший лейтенант Елена Николаевна Пономарёва - гвардии младший лейтенант Людмила Леонидовна Попова - гвардии младший лейтенант Антонина Иосифовна Пугачёва - младший лейтенант Евгения Прокофьевна Сергеева - гвардии лейтенант Семён Петрович Туманов - гвардии лейтенант Галина Прокофьевна Турабелидзе - младший лейтенант Екатерина Васильевна Цветкова - гвардии младший лейтенант Елена Юшина |
| Воздушный стрелок-радист звена управления полка                     | - Дмитрий Васильев |
| Воздушный стрелок-радист                                            | - гвардии старший сержант Раиф Абибулаев - гвардии старший сержант Елизавета Фёдоровна Абсолямова - Алексанрдов - гвардии старшина Магеррам Багиров - Николай Ерофеев - гвардии старший сержант Евгений Мустафьевич Гафуров - гвардии старший сержант Пётр Алексеевич Горбачёв - Александр Даниленко - гвардии сержант Мария Ивановна Калошина - старший сержант Нина Дмитриевна Карасёва - старший сержант Валентин Прохорович Котов - сержант Квинтельян Ефимович Крымский - гвардии старшина Анатолий Михайлович Кочугин - старший сержант Николай Степанович Крыса - сержант Александр Прокопьевич Кудрявцев - гвардии старшина Иван Семёнович Куркин - гвардии старшина Александр Сергеевич Манякин - гвардии сержант Мадина Хазбиевна Мильдзихова - гвардии сержант Таисия Сергеевна Панфёрова - сержант Николай Моисеевич Папуша - гвардии старший сержант Алексей Иванович Омельченко - гвардии старший сержант Раиса Степановна Раткевич - гвардии старший сержант Клавдия Ивановна Северина - гвардии старший сержант Дмитрий Васильевич Селютин - гвардии сержант Наталья Алексеевна Смирнова - гвардии старшина Иван Григорьевич Солёнов - гвардии младший сержант Александра Васильевна Сычёва - гвардии старшина Назиб Тазиевич Тазиев - гвардии старший сержант Василий Иванович Тихий - гвардии сержант Мария Васильевна Фирсова - гвардии старший сержант Григорий Анисимович Цимбал - гвардии старшина Степан Илларионович Цитриков - гвардии сержант Антонина Тихоновна Хохлова - гвардии старший сержант Маргарита Константиновна Чернова - гвардии старший сержант Бенцион Соломонович Шатхин - гвардии старший сержант Николай Дмитриевич Юкса |
| Стрелок авиавооружения                                              | - гвардии ефрейтор Мария Ильинична Бондаренко - Зинаида Ивановна Васильева - гвардии сержант техн. службы Нина Петровна Горелкина - гвардии сержант Ирина Степановна Зубова - гвардии сержант техн. службы Мария Ивановна Калошина - гвардии младший сержант Клара Прокофьевна Ларкина - гвардии ефрейтор техн. службы Евдокия Николаевна Морозова - гвардии сержант Виктория Дмитриевна Румянцева - гвардии ефрейтор Екатерина Петровна Чуйкова |
| Старший инженер полка - пом. командира полка                        | - инженер-капитан Александр Васильевич Степанов |
| Заместитель старшего инженера по вооружению - инженер по вооружению | - гвардии инженер-капитан Василий Данилович Близнюк - гвардии инженер-майор Галина Михайловна Волова |
| Механик по вооружению                                               | - гвардии старшина техн. службы Евгения Никитична Запольнова - Василий Скороходов |
| Инженер эскадрильи                                                  | - Николай Николаевич Алфёрчик, инженер 2-й эскадрильи - Константин Леонидович Бычков, инженер 1-й эскадрильи - гвардии старший техник-лейтенант Михаил Иванович Веляев, старший техник 1-й эскадрильи - заместитель командира эскадрильи по эксплуатации - воентехник 1-го ранга Владимир Иванович Круглов, инженер 1-й эскадрильи |
| Техник звена                                                        | - гвардии младший техник-лейтенант Фёдор Георгиевич Алентьев - гвардии старший техник-лейтенант Михаил Иванович Дальнов - Иван Васильевич Иванов, техник звена управления - гвардии техник-лейтенант Николай Васильевич Ильин - гвардии техник-лейтенант Алексей Гаврилович Какама, - старший техник-лейтенант Павел Никонорович Кулашников, техник звена управления - гвардии техник-лейтенант Андрей Егорович Наливайко - гвардии старший техник-лейтенант Андрей Иванович Рубцов - гвардии старший техник-лейтенант Александр Тимофеевич Сапронов - гвардии старший техник-лейтенант Евгений Васильевич Сенковский, зам. старшего техника эскадрильи по спецслужбам - гвардии техник-лейтенант Леонид Аркадьевич Шерман - гвардии техник-лейтенант Николай Ильич Шинкаренко |
| Техник                                                              | - гвардии младший техник-лейтенант Сергеевич Николай Карпутин - гвардии техник-лейтенант Галина Алексеевна Кобякова - Григорий Ковтун - Леонид Малышев - Михаил Щербаков |
| Техник самолёта                                                     | - гвардии техник-лейтенант Мария Петровна Круглякова - гвардии младший техник-лейтенант Виктор Васильевич Резцов - Полина Викторовна Степанова - Николай Шинкаренко |
| Механик                                                             | - гвардии сержант техн. службы Виктор Степанович Алешагин - гвардии старшина Ольга Николаевна Артемьева - Александр Барсуков - гвардии техник-лейтенант Валерия Вячеславовна Булычева, старший авиационный механик - гвардии старший сержант Владимир Серафимович Вареник, механик авиационный - Павел Волгушкин - гвардии сержант техн. службы Валентин Александрович Встречевский - Василий Глазунов - гвардии старшина Василий Иванович Головкин, механик по вооружению - гвардии старшина техн. службы Василий Михайлович Грижко, механик авиационный - гвардии младший техник-лейтенант Кузьма Евдокимович Евченко - гвардии старший сержант техн. службы Галина Дмитриевна Жедяевская - гвардии старшина техн. службы Иван Яковлевич Жерносенко - гвардии старший сержант техн. службы Мария Емельяновна Жиркова - Владимир Калдузов - гвардии младший техник-лейтенант Борис Шлёмович Карп, старший авиационный механик - гвардии младший техник-лейтенант Николай Сергеевич Карпутин, старший авиационный механик - гвардии старшина техн. службы Алексей Дмитриевич Колотилов, старший авиационный механик - гвардии младший техник-лейтенант Александр Леонтьевич Костромин, старший авиационный механик - Евгений Кучеренко - гвардии старший сержант техн. службы Иосиф Григорьевич Левин, механик авиационный - гвардии старшина техн. службы Василий Леонтьевич Литош - Николай Мартынюк - Михаил Обухов - Виктор Олешагин - гвардии старшина техн. службы Илья Юдович Пантелят, старший авиационный механик - гвардии старшина техн. службы Александр Харлампиевич Половых, механик авиационный - гвардии старшина техн. службы Иван Иванович Плотнир, старший авиационный механик - гвардии сержант техн. службы Иосиф Игнатьевич Приставка - Николай Прокопенко - гвардии техник-лейтенант Пётр Иванович Пятков, старший авиационный механик - гвардии младший техник-лейтенант Алексей Владимирович Риза-Оглы, старший авиационный механик - Пётр Романов - Юлия Седова - гвардии старший сержант, механик, старшина вещевой службы Павел Севастьянов - Юрий Сергеев - гвардии старшина техн. службы Владимир Яковлевич Слободянюк, старший авиационный механик - гвардии сержант техн. службы Викентий Иванович Софьин - Николай Солодовников - Полина Степанова - Семён Тетерин - гвардии старший сержант техн. службы Юлия Петровна Тюлякова - Захар Фещенко - Алексей Михайлович Шумарин - младший техник-лейтенант Михаил Алексеевич Щербаков, старший авиационный механик - Владимир Юрочка |
| Механик по электрооборудованию                                      | - Любовь Абрамова - гвардии старшина Валентина Антоновна Жбанкова, механик по электро и спецоборудованию - Николай Куроптев - Евгений Васильевич Сенковский, техник по электрооборудованию звена управления |
| Мастер по авиаприборам и кислородному оборудованию                  | - Мария Васильевна Абрамова - Александра Матвеева - гвардии младший сержант техн. службы Степан Васильевич Никитин - гвардии сержант техн. службы Аделина Сергеевна Рябинина |
| Механик по авиаприборам                                             | - гвардии старший сержант Мария Ивановна Бакотина, механик по авиаприборам и кислородному оборудованию - Татьяна Ивановна Грачёва, старший механик по приборам 1-й эскадрильи - гвардии старший сержант техн. службы Анастасия Кондратьевна Зарембо, механик по авиаприборам и кислородному оборудованию 1-й эскадрильи - старший сержант техн. службы Надежда Александровна Кутаркина - гвардии сержант техн. службы Анна Васильевна Трифонова |
| Моторист                                                            | - гвардии младший сержант техн. службы Антонина Сергеевна Агаркова - гвардии младший сержант техн. службы Николай Фёдорович Азема - Ева Байдюк - Борис Балуев - Владимир Ветроусов - гвардии сержант техн. службы Зоя Николаевна Винокурова - Валентин Встреческий - Николай Гричухин - Николай Гришунин - Иван Громов - гвардии младший сержант техн. службы Анастасия Васильевна Гусева - Алексей Грушевский - Фёдор Гуляченко - Варвара Дмитриенко - гвардии младший сержант техн. службы Койшигул Елеманов - Феофан Жучков - Нургалей Ибрагимов - гвардии младший сержант Алексей Владимирович Игнатьев - гвардии ефрейтор Мейр Шоломонович Каплан - Иван Киндюхин - гвардии младший сержант техн. службы Емельян Владимирович Козленко - Вера Колесник - Борис Кондратюк - гвардии красноармеец Вера Денисовна Коробко - гвардии сержант техн. службы Иван Степанович Кубряков - Алексей Кукушкин - Шоды Кучкаров - Анатолий Лалетин - гвардии младший сержант техн. службы Анастасия Егоровна Лаптева - Иосиф Левин - гвардии младший сержант техн. службы Григорий Максимович Максимов - Вера Максюшина - гвардии младший сержант техн. службы Яков Антонович Мерченко - гвардии младший сержант техн. службы Алексей Новиков - гвардии ефрейтор Николай Федотович Осипов - гвардии сержант техн. службы Валентина Киприановна Самойлова - Валентин Софин - Абдугани Усманов - Лидия Шелепова - младший сержант Антонина Васильевна Юдина - Христина Ясир |
| Инженер по электро-спецоборудованию                                 | - Елена Уланова |
| Мастер по электро-спецоборудованию                                  | - гвардии ефрейтор техн. службы Виктор Поляков - Виктор Фарафонов |
| Механик по электро-спецоборудованию                                 | - Иван Фёдорович Безлюдный, механик по электроспецоборудованию звена управления полка - Лариса Белова - гвардии сержант техн. службы Михаил Дмитриевич Нескоблинов - гвардии сержант техн. службы Виктор Иванович Рыбин - Раиса Смахтина |
| Мастер по авиавооружению                                            | - гвардии сержант техн. службы Анна Васильевна Артемьева, мастер вооружения - гвардии сержант техн. службы Валентина Ильинична Байкова, мастер вооружения - гвардии старшина техн. службы Пётр Иванович Бондарев, механик по вооружению - Мария Бондаренко - гвардии старший сержант техн. службы Алексей Алексеевич Борисов, механик по вооружению - Анатолий Мишанин - Степан Никитин - Клавдия Парамонова - Анна Соколова - Дарья Чалая - Наталья Алфёрова - Леонид Бизяков - Екатерина Громова - гвардии младший сержант техн. службы Леонид Фёдорович Драченко - гвардии сержант техн. службы Зинаида Фёдоровна Иванова - гвардии сержант техн. службы Антонина Дмитриевна Лепилина, мастер авиавооружения - Тамара Мещерякова - Ирина Минакова - Евдокия Морозова - Софья Мосолова - Мария Озимина - Анна Романова |
| Техник эскадрильи по вооружению                                     | - Евгений Агеев - Иван Ушаков |
| Техник по фотослужбе                                                | - гвардии сержант техн. службы Владимир Иванович Заруцкий, механик по фотооборудованию |
| Механик по радио                                                    | - Римма Булатова - Анна Литвинова - Мария Северьянова |
| Мастер по радио                                                     | - гвардии старший сержант техн. службы Евгения Семёновна Крючкова, механик по радио - гвардии младший сержант техн. службы Алексей Струков - Алевтина Тетерятникова |
| Укладчик парашютов                                                  | - Ольга Варгина - гвардии сержант Аграфена Петровна Студёнова |

## Герои Советского Союза и Российской Федерации
Пятерым лётчицам 125-го гвардейского пикирующего бомбардировочного полка присвоено звание Героями Советского Союза и одной — Героя Российской Федерации:

 Г. И. Джунковская (18.05.1945);

 М. И. Долина (18.05.1945);

 А. Л. Зубкова (18.05.1945);

 Н. Н. Федутенко (18.05.1945);

 К. Я. Фомичёва (18.05.1945);

 В. Ф. Савицкая (10.04.1995).